# Lop-sivatag
A Lop-sivatag Hszincsiangban, a Tarim-medence keleti felén és legmélyebb pontján helyezkedik el. A pliocén korban tektonikus eltolódás következtében a Lop-sivatag medencéje levált a Takla-Makán üledékes medencéjétől, és kelet felé süllyedt. A létrejött hasadékvölgyben folytak dél felé – 1971-ben bekövetkezett kiszáradásukig – a Tarim alsó szakasza és a Koncse-darja. Ezek a vízfolyások választották el a Takla-Makánt a Lop-sivatagtól.
A kb. 47 000 km² kiterjedésű sivatag nyugati része homok-, keleti fele sósivatag jardangokkal. Itt található a már teljesen kiszáradt, egykor sós vizű Lop-nór medre. A sivatag déli peremén az egykor édes vizű Karakosun és a Taiterma tavak kiszáradt medrei láthatók.

## Fordítás
Ez a szócikk részben vagy egészben  a   Wüste Lop Nor című német Wikipédia-szócikk fordításán alapul.  Az eredeti cikk szerkesztőit annak laptörténete sorolja fel. Ez a jelzés csupán a megfogalmazás eredetét és a szerzői jogokat jelzi, nem szolgál a cikkben szereplő információk forrásmegjelöléseként.

## Kapcsolódó szócikk
- Sven Hedin